# Marcos Bonifacio da Rocha
Marcos Bonifacio da Rocha (nacido el 7 de marzo de 1976) es un exfutbolista brasileño que se desempeñaba como centrocampista.
Jugó para clubes como el Montedio Yamagata, Albirex Niigata, Kawasaki Frontale, Internacional y Mito HollyHock.

## Trayectoria

### Clubes
| Club              | País   | Año         |
| ----------------- | ------ | ----------- |
| Matsubara         | Brasil | 1993 - 1996 |
| Montedio Yamagata | Japón  | 1997 - 1998 |
| Matsubara         | Brasil | 1999 - 2000 |
| Albirex Niigata   | Japón  | 2001        |
| Kawasaki Frontale | Japón  | 2002        |
| União Barbarense  | Brasil | 2003        |
| Internacional     | Brasil | 2004        |
| Mito HollyHock    | Japón  | 2004 - 2006 |
| Tonan Maebashi    | Japón  | 2007 - 2010 |